# Idaea oenopararia
Idaea oenopararia là một loài bướm đêm trong họ Geometridae.